# Yenice, Karabük
Yenice, hay Çeltik là một huyện trong tỉnh Karabük thuộc vùng biển Đen của Thổ Nhĩ Kỳ. Theo thống kê năm 2000, huyện có dân số 26.951 trong đó 11.228 đô thị. Huyện có diện tích 620 km2 (239 dặm vuông Anh), và nằm ở độ cao 444 m (1.457 ft).